# Mercedes-Benz W 638
La gamme W 638 a été produite par Mercedes-Benz en tant que petite camionnette et minibus. Il était commercialisé en tant que véhicule utilitaire sous le nom de Vito et en tant que véhicule particulier sous le nom de Classe V, voir liste des véhicules chez Mercedes-Benz. Le poids à vide est donné entre 1 763 et 2 070 kg.
C’est le successeur du MB 100. Le W 638 a un moteur avant monté transversalement et il est entraîné par les roues avant. Il était produit à l’usine de Vitoria-Gasteiz en Espagne de 1996 à 2003. Le succès est le W 639. En 1996, le Vito a été élu Van de l’année. Il deviendra le concurrent du Volkswagen Transporter (T4) (1990—2003).

## Modèles
Le Vito (W 638/1) est le véhicule de la gamme W 638. La variante la plus confortable de la gamme est le Classe V, qui était vendu dans le segment des véhicules particuliers. Techniquement, les variantes sont presque identiques, mais le Classe V a une meilleure isolation phonique et il est équipé de série d’une suspension pneumatique sur l’essieu arrière, qui n’était disponible qu’en option sur le Vito. Les variantes diffèrent visuellement, par exemple sur les phares, la calandre, la texturation des feux arrière et les rétroviseurs extérieurs (plus grands et non peints sur le Vito).
Le nom Vito est dérivé de Vitoria-Gasteiz en Espagne, où les modèles de véhicules sont fabriqués. Le véhicule était à l’origine destiné à être commercialisé sous le nom de Vitoria, mais la société Seat avait le nom protégé pour son propre usage.

### Variantes du modèle
Le Vito était disponible dans les versions suivantes :
- Mixto avec deux rangées de sièges et un petit espace de chargement ;
- Minibus, appelé Transporter avec trois rangées de sièges ;
- Fourgon, avec une rangée de sièges et un grand espace de chargement ;
- Camping-cars Westfalia ;
  - Vito F : véhicule de loisirs adapté à un usage quotidien avec banquette arrière rabattable avec fonction lit et toit relevable avec lit de toit en option. Comparable au Volkswagen Multivan (T4-T6) ;
  - Vito Marco Polo : camping-car compact avec toit relevable avec lit de toit, kitchenette avec glacière et réchaud à gaz, banquette arrière/lit combiné, placards, etc.

En tant que véhicule de tourisme, le Classe V était disponible dans les niveaux de finition suivants : Trend, Fashion, et Ambiente.

## Problèmes de qualité
La gamme W 638 a souffert de divers problèmes de qualité jusqu’à la toute fin ; En plus des problèmes de corrosion massifs, il convient de souligner ici l’électricité du véhicule, en particulier le contrôle de niveau électronique. D’importantes améliorations ont été apportées en 2003, la dernière année de production. Dans son rapport sur les voitures d’occasion de 2014, la Dekra critique en particulier les systèmes de freinage et qualifie la qualité globale des véhicules de médiocre.

## Galerie

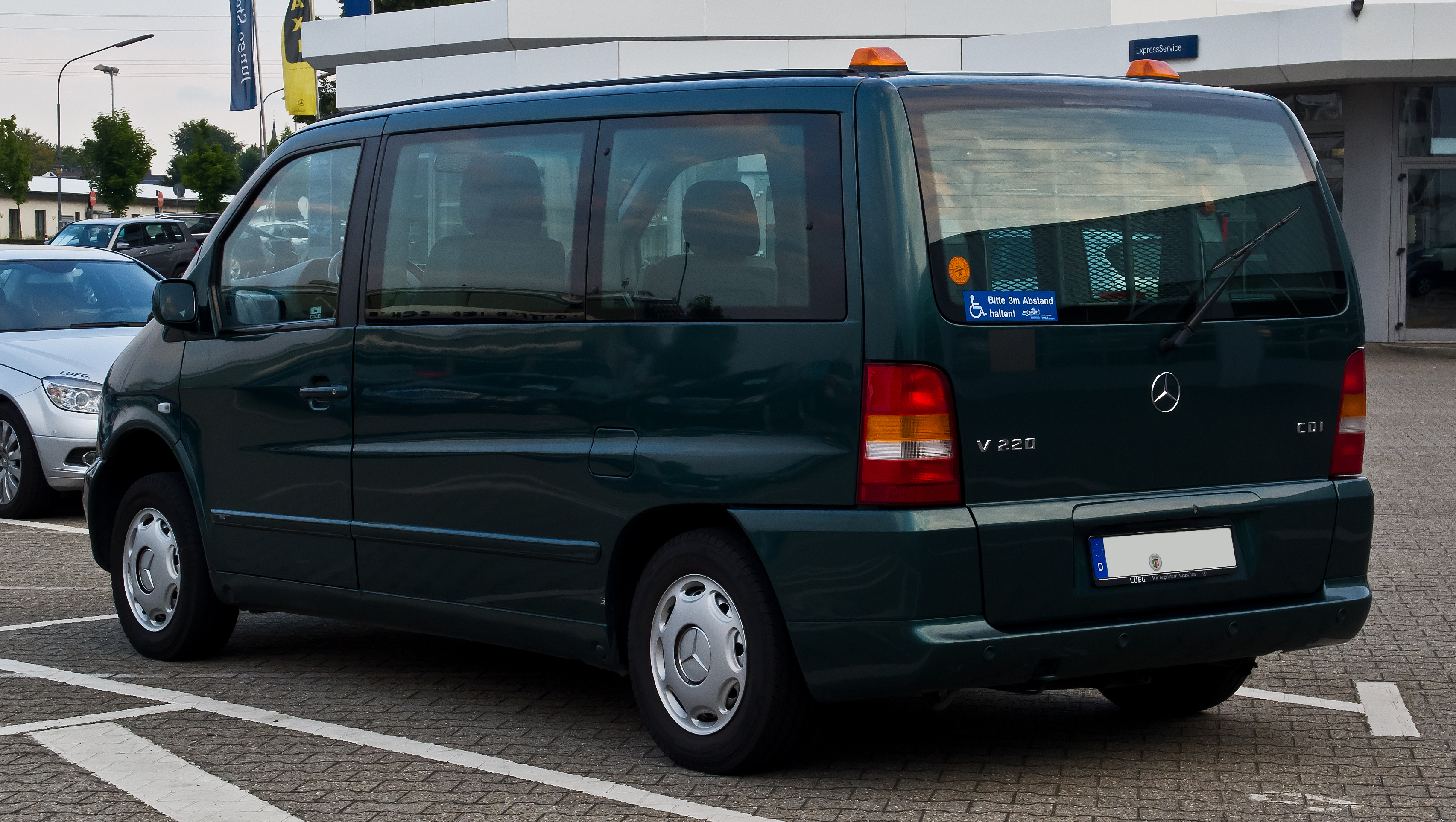
Vue arrière.
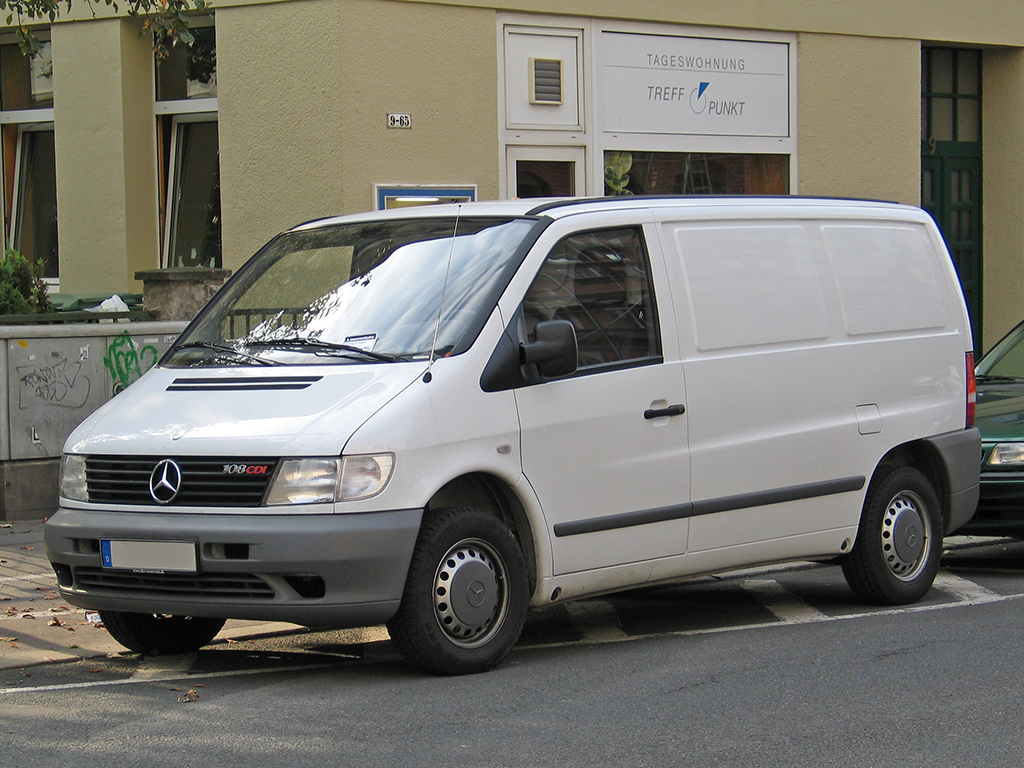
Mercedes-Benz Vito.
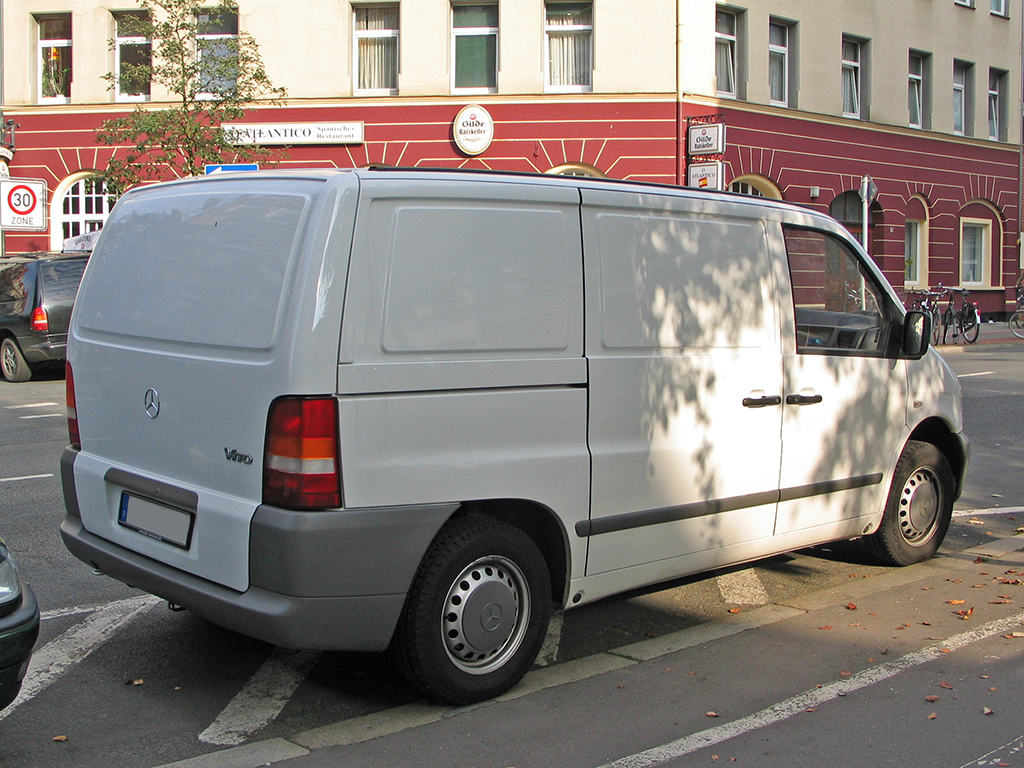
Vue arrière.